# アストロボーイ・鉄腕アトム
『ASTRO BOY 鉄腕アトム』（アストロボーイ てつわんアトム）は、日本のテレビアニメ。手塚治虫の漫画『鉄腕アトム』の3度目のアニメ化であり、フジテレビ系列にて2003年4月6日から2004年3月28日まで放送された。全50話。
製作は、手塚プロダクションとソニー・ピクチャーズエンタテインメント。『鉄腕アトム』のアニメとしては海外展開を視野に入れた初の作品である。

## 概要
原作におけるアトムの誕生日が2003年4月7日であるため、それを記念してのアニメ化だった。そのため、放送開始日も2003年4月に合わせている。
手塚治虫による原作の精神に忠実であることを目指しつつも、時代に合わせ設定の改変やオリジナルの解釈を加えている。これに関して、手塚プロダクションの清水義裕は「原作漫画のリメイクということではなく、手塚治虫の文化的、芸術的な遺産の再創造」と発言している。
「人間の心を持ったロボットが実際に現れたらどうするのか」をテーマとしており、さまざまなエピソードを交えながらロボットと人間の共存から対立、全面衝突と和睦への流れをハードかつシリアスに描く大河ドラマ色の強い展開となった。また、天馬博士とアトムの関係は従来の作品以上に深く描かれ、その親子ドラマもシリーズを通してのテーマとなっている。
映像面ではカートゥーンに近いレトロフューチャー色の強い作風となり、1950年代のSFアートや工業製品のテイストを受け継ぎつつも現代風のメカを融合したものとなっている。
その他、演出上の特徴として、本編前後（本編前半 - CM間、CM - 本編後半間、本編後編 - エンディング主題歌間）の画像フェードイン効果およびフェードアウト効果について、一般的な他アニメ作品に比べ余裕を持ってやや長めに用いられて編集制作されていたが、中期でのオープニング主題歌変更に合わせ、やや短めに緩和されている。
東京アニメアワード2004でテレビ部門の優秀作品賞を受賞した。
DVDのリリースは、単巻のVol.1〜Vol.13と、フィギュアを同梱したDVDボックス形式でソニーピクチャーズより発売。当時は地上デジタル放送は放送されていなかったものの、音声はドルビーデジタルの5.1チャンネルサラウンド形式においてリマスタリング収録されていた為にアニメ作品においては非常に珍しい商品であった。
主題歌には、第1作、第2作で使われ世間一般での認知も高かった『鉄腕アトム』を使用せず新曲を採用しため、放送開始当初は苦情が相次ぎ、番組ホームページに書き込まれた100件以上に上る意見の約3分の1は主題歌に関するものだったという。理由に関しては「旧作のイメージが強いため、あえて使わなかった」「権利上の問題」などと言われ、後に第6話・7話でインストゥルメンタル版が挿入歌として採用、さらに歌入りで後期エンディング主題歌として使用された。
視聴率は同年のアニメの中では高く、当時視聴率が高かったテレビ東京・テレビ大阪系列『デ・ジ・キャラットにょ』には対抗できたものの、タカラから発売された玩具の売上は苦戦し、玩具展開は早期に打ち切られた。

## 製作

### 企画
1999年、ソニー・ピクチャーズ エンタテインメントなどソニーグループが『鉄腕アトム』の映画化権とテレビでの映像化権を手塚プロダクションから購入。
2002年に製作が公表された。ソニー・ピクチャーズ エンタテインメントが初めて日本の原作物をアニメ化した作品となった。

### 製作
監督の小中和哉は実写作品の監督であり、アニメ作品は未経験であったが、実写オリジナルビデオ『ブラック・ジャック』を監督した経緯から起用された。小中はアニメ作品への参加に戸惑いはあったが手塚の代表作品を映像化できるチャンスであることから参加を決め、アニメーションディレクターの望月敬一郎をはじめとする優秀なスタッフに支えられて制作できたと述べている。
脚本には、小中も参加した『平成ウルトラシリーズ』を担当した者が多く参加している。小中はこのことに関して、手塚作品に思い入れのある世代が自然に集まったものとしており、小林弘利や村井さだゆきはウルトラシリーズ以外からの付き合いであると述べている。
アメリカ合衆国での放送など海外展開も視野に入れており、ソニー・ピクチャーズ本社のスタッフも参加した。これにより、アメリカの番組倫理基準をクリアするため、暴力シーンや死者の出るストーリーは採用しないなどの配慮もされている。
アメリカ側は『鉄腕アトム』に対して、第1作の「明朗快活なアクション・アドベンチャー」という認識しか持っておらず、原作のようにシリアスなテーマ性のストーリーに対して疑問を持つなど認識のずれがあったと監督の小中は証言している。
海外展開を重視したことで通常のテレビアニメの3倍の予算と4倍の製作期間をかけることに成功しており、2003年当時のテレビアニメの中では高品質な作品となっている。また、これにより作画枚数も大幅に増えており、第1話の作画枚数は約1万2000枚（通常のアニメの約4倍）となっている。
製作時、手塚プロダクションは「（映像を）35mmフィルムで残したい」との意向を示した。しかし、当時は大半のテレビアニメがデジタルアニメへ移行し、監督の小中による「3DCGを使いたい」との意向もあったため協議の結果、セル7割・デジタル3割という割合で制作された。原版は35mmフィルムで製作されたあと、ハイビジョン24Pの世界配信用原版を起こすという方法がとられた。
作画にはセル画を用いるなど、敢えてアナログな手法にもこだわった作品となっている。セル画を用いた作品は、放送前年の2002年内に『犬夜叉』と『サザエさん』のみとなっており（『犬夜叉』は本作の放映直前にデジタルに移行）、結果として新規に企画されたセル画制作のテレビアニメとしては最後の作品となった。
画面アスペクト比は16:9で制作されているが、テレビ局からの要望により放送は13:9でされた。

### キャスト
主人公のアトム役は第1作より清水マリが長年演じていたが、制作サイドの意向を受けアトム役を降板。本作からは津村まことが声を担当している。
一方で、お茶の水博士役は第1作から演じる勝田久が続投となり「新しい『アトム』が発表されても、自分とは無縁だと思っていました(笑)。40年前はのんびりした時代だったけど、今はテンポが速くなったから、時代の流れについていけるよう、頑張っています」とコメントしている。
ウラン役の丸山美紀と如月夕子役の川瀬晶子は、ソニー・ミュージックエンタテインメント主催によるプロ・アマを問わない“「アストロボーイ・鉄腕アトム」歌える声優オーディション”にて抜擢された新人であった。
天満博士役は、かねてよりアトムのファンを公言していた大和田伸也が手塚プロダクション関係者によるオファーで起用された。
第43話「人間に憧れたロボット」では、ソニーが開発した二足歩行の人型ロボット・QRIOが声優として参加し、ロボットのオードリー役を担当している。収録は、QRIOの開発スタッフがセリフのテキストデータを事前に入力し抑揚をつけるなど調整したものであり、声を出すタイミングは無線LANの指示で行っている。
声優が本業でない芸能人の出演が何度か行われ、第27話ではMEGUMIが和登役で出演している。また、第33話では香取慎吾がペンキ塗りロボットの声でゲスト出演しているが、DVDでは手塚眞の声に差し替えたものが収録された。

## 登場人物
いわゆる手塚スターシステムの他、本作完全オリジナルの欧米人キャラクターも多い。また、ほとんどの人間は欧米人風に、ロボットはカートゥーン風のデザインにリメイクされている。
◎は原作キャラクター、☆は他作品の手塚スターである。

### アトムと家族
◎アトム
声：津村まこと
本作の主人公。世界最高の人工頭脳を持ち、人間同様の心を備えたロボット。科学省の総力を結集し、莫大な予算と最新技術の全てをかけ、開発された。生みの親である天馬博士の亡き息子、天馬トビオを模しており、記憶も受け継いでいる。お茶の水博士の家に同居。純粋で心優しく、大きな正義感を持つ。ロボットと人間が友達でいられる世界を目指している。
本作では、10万馬力のパワーより、むしろ飛行能力やスピードを生かした軽快なアクションが多い（また「力負け」してピンチに陥ることも多い）。
◎お茶の水博士（おちゃのみずはかせ）
声：勝田久
ロボット科学者で、科学省長官。進化していくロボットの中に｢心の芽生え｣をいち早く感じ取り、ロボットにも人権が必要だと考え始める。｢ロボットは人間の友達｣という理念の持ち主。
非常に優しい性格で、運動会にアトムの保護者として参加したり、バーチャル映像で済ます天馬博士と違って実際に田舎での魚釣りを一緒に楽しんだりしている（後者は天馬博士により記憶を消去されるアトムが、彼との記憶として思い出している）。
◎ウラン
声：丸山美紀
お茶の水博士によって制作されたアトムの妹ロボット。5万馬力のパワーを持つが、アトムのように飛行能力や武器は持たない。甘えん坊でワガママな性格で時々アトムを困らせるが、心優しい一面も。アトムを兄として慕い誇りに思っているが、兄と比較されることを極端に嫌う。今作では動物とのコミュニケーション能力を持つ。
如月 夕子（きさらぎ ゆうこ）
声：川瀬晶子
アニメオリジナルキャラクター。科学省秘書官。お茶の水博士のスケジュールは、仕事から休養まで管理している。モモを傍らに連れ、颯爽とエアカー（モデルは三菱・グランディスであり、実車とのタイアップ企画「アトム･チャリティー」も実施）を乗り回し、てきぱきと仕事をこなす。感動しやすく、涙もろい。
モモ
最新式のダチョウ型モバイルロボットで、夕子の補佐役兼ペット。仕事の資料は全てモモのコンピュータの中に入っている。モニター画面を開けば、お茶の水博士のスケジュール、健康管理資料など、全て一目瞭然。ウランの遊び相手となることが多い。
☆ロビタ
声：龍田直樹
お茶の水邸で働く家事ロボット。家事一切を取り仕切り、更にアトムとウランの教育係も担っており、多忙を極める。広く一般に普及している量産型ロボットであり、街中の場面などで同型機がしばしば登場する。型式番号はGPII（ジーピーツー）。

### 友人・協力者
◎タマオ
声：くまいもとこ
アトムの小学校のクラスメート。第4話から登場。自宅のエアペダロを帆船に改造してしまうほどのメカマニア。ロボットも大好きで、アトムという友達が出来たことを誇りに思っている。慌てもので、お人よし。
本作では今風のファッションをしているが、トレードマークの丸眼鏡はそのまま。
◎ケンイチ
声：佐藤ゆうこ
アトムの小学校のクラスメート。第4話から登場。小柄だが、利発でみんなのまとめ役になる事が多い。ロボットであるアトムに偏見を持たず、人間と同じように接する。ロボットであるためにアトムが受ける寂しさを思いやり、本来は参加できない運動会などの競技に参加させてあげようとするなど、優しい心の持ち主。将来の夢はサッカー選手。
本作では、ラテン系かアフリカ系を思わせるかなり浅黒い肌にリニューアルされている。
◎シブガキ（四部垣）
声：千葉進歩
アトムの小学校のクラスメート。第4話から登場。父親の影響でロボットを人間のために働く機械だと考えていたため、最初はアトムに対してつらくあたるが、アトムが自分を助けようとしてくれた事で気持ちが変わり、親しくなっていく。大柄だが意外と臆病。単純で憎めない性格。
本作では金髪碧眼・ソバカスに出っ歯と、白人風の顔立ちへと大幅にリニューアルされている。原作の様にアトムを邪険にする事は、最初を除いて皆無。
庭野 ミドリ（にわの ミドリ）
声：小林沙苗
アトムたちが通う小学校の教師。第4話から登場。アトムの担任になったり、ロボット博覧会でロボットに歌を歌ったりと、ロボットとは何かと縁が深い。
リノ
声：松本梨香
両親に捨てられ、11年間ロボットサーカス団のメンバーに育てられたことで、ロボットを家族の様に大切に思っている。ある事件でアトム達に出会い、お茶の水博士にロボット工学の素質を買われ、メトロシティでロボット工学の勉強をしている。
ロボタニア騒動の際には、ロボットと全面戦争しようとするレッド将軍を止める為に、彼の娘であるエナを連れて、決戦の場となる南極へ向かう行動力を見せる。
エナ
声：河本明子
地球連邦軍の将軍であるレッド（声：石田太郎）の娘。ロボットに極端な偏見を持つ父親とは対照的に、ロボットに対しても分け隔てなく接する心優しい少女。執事として働くAIロボット・キップ（声:子安武人）を大切にしているが、彼を強引に追い出そうとした父･レッド将軍に抗議しようとしたことが思わぬ事故を招いてしまい、昏睡状態になった上にレッド将軍がAIロボットやロボタニアの排除に乗り出してしまうことになる。
昏睡からの覚醒後、リノから事情を聞き、暴走するレッド将軍を止めるべく、彼と共に南極のロボタニアへ向かう。
◎ヒゲオヤジ
声：富田耕生
如月夕子の叔父で、メトロシティの下町に事務所を構える古風すぎる私立探偵。本名は伴 俊作（ばん しゅんさく）。目新しい今風のもの全般が嫌いで、ロボットも嫌いだと公言しているが、気が合えばロボットでも動物でも仲良くなれる。アトムやウランと共に事件を解決したこともある（特にアトムのことを優秀な助手と言っている）。並外れた洞察力の持ち主で、推理力もかなりのもの。ハードボイルドな探偵を気取っているが、多少ドジなところがある。
◎田鷲（たわし）
声：銀河万丈
メトロシティ警察の警部。事件解決のために、アトムに協力を要請することもあるが、アトムの生みの親が天馬博士だということが引っかかり、アトムを信用しきれないところがある。多発するロボット犯罪に頭を痛め、同時にロボットの存在に対して危惧を抱いている。シティの平和を守るため、日夜心を鬼にして戦っているが、時折ふと、人情もろい面を見せる事も。
愛車のパトカーはイヌの顔のようなデザインになっている。
デルタ
声：高瀬右光
メトロシティ警察が、対ロボットスクワッドとして配属しているARRS（アンチロボット・ロボットスクワッド機動隊）の隊長。地上最高のサバイバル戦術を使い、場所に合わせて気配を消すことが出来、ARRS隊専用の銃を使用する。隊長としてのプライドを持っており、アトムが自分達の捜査に参加するのを快く思っていない。多少頑固だが真っすぐな性格。
◎エプシロン
声：平松晶子
ロボット環境観測員。相手の行動パターンを分析して潜伏範囲を特定したり、気象センサーにより自然の状況を分析して「地の利」を生かした戦い方が出来る。女性型で、争いを好まない非戦闘ロボットではあるが、かなりのパワーを持ち、光子砲で攻撃することも出来る。
原作ではオーストラリアの孤児院で働く男性型ロボット。
◎ヘラクレス
声：中村大樹
ロボッティング世界チャンピオン。アテネニア出身。誇り高き騎士型のロボッティング戦士。ライトニングスピアでの打撃と、楯から出るスパークシャワーという突風により攻撃する。
青騎士との関わりによって自らの生き方に疑問を覚えるようになり、彼の理想に傾倒してついて行き、ロボタニア軍の戦士として人類との決別を決意する。
ハーレー
声：梁田清之
オメガ・ナイツを代表するロボットボールプレイヤー。華麗なプレイが魅力的な、世界一の運動性能を持つロボット。ルールを大切にし、ラフプレイを好まない。ゲーム中サーチをして、敵の行動を予測し、パスコースやライディングのコースを探して得点を狙うチームの司令塔。
中盤、彼も青騎士の思想に賛成し、ロボタニア側に着くが、アトムの説得で人間との共存を決意し、地球に残る。

### ライバル
◎アトラス
声：檜山修之
大富豪の徳川が、事故死した息子ダイチを蘇らせるため、天馬博士に依頼して作らせたロボット。アトムと同じく人間に近い知性を備えたロボットだが、強権的な父親に抑圧され苦しんできたダイチの記憶を受け継いだため、憎しみに心を支配されて破壊活動を開始。人間を守るアトムと激しく対立するようになる。
普段は亡きダイチにそっくりな少年の姿だが、怒りが高まると赤い装甲をまとった戦闘形態に変身。頭部や手足に備えた突起から電撃を放ち、圧倒的な攻撃力を発揮する。アトラスとの対決でアトムは初めてアームキャノンを発動し、両者が能力も境遇も似通った対になる存在であることが強調して描かれている。
月面での戦いで一旦は行方不明になるが、後にロボタニアの協力者として復活する。相変わらず人間に対して友好的ではないものの、かつての闇雲な暴力性は鳴りを潜め思慮深い性格に一変。人間とロボットの対立が激化しすぎることを防ぐため、青騎士の攻撃からアトムを庇うなど意外な活躍を見せた。最終的には、ロボットの独立を目指し青騎士に同行する道を選んでいる。
◎プルートウ
声：大塚明夫
シャドウによって製作された、世界最強になるという使命を背負うロボット。あらゆるロボットに闘いを挑み、勝利を続けていくが、アトム達と接していくうちに、成長する電子頭脳の中に｢友情｣｢仲間｣といった意識が芽生え始め、｢闘う｣ことに疑問を持ち始める。さらに強大で、一切感情を持たないダーク・プルートウ（原案は原作のボラー）も登場。
後にロボタニアの協力者として復活する。
原作や旧アニメ版に比べリベットなどのディテールが多く描き加えられ、より硬質で兵器らしいデザインに改められた。紺色に描かれることの多かったボディカラーは、本作ではモスグリーンである。
◎青騎士（あおきし）
声：田中秀幸
物語後半より主要的なキャラクターとして登場。ロボットが人間に虐待されている現場に現れては、ロボットを救う謎の青い騎士の姿をしたロボット。ロボット馬アオに乗って行動する。武器はサーベルを使用し、電撃を集めることでビームを発射できる。
元はハムエッグが主催する闇ロボットクラッシュにて、選手ロボットを修理するロボット「ブルーボン」であったが、ハム･エッグの為にロボット達が傷つけられていくことに耐えられず、反乱するようになった結果、宇宙に放り出されてしまい、そこに現れたシャドウに改造され、青騎士としての力を与えられた。過去の経緯から、ロボットが人間に服従することに疑問を感じており、自分の意志に同調するロボット達を同士として集めている。
当初とはアトムとも共闘するが、意見の違いから次第に対立していき、遂にはレッド将軍の元で働いていたAIロボット・キップの件にて我慢の限界を迎え、人間達のエゴで解体処分されようとしていたキップと同型のロボット達を救出。南極にて、自らが集めたロボット達と共に、ロボットだけの理想郷である独立国家「ロボタニア」の建国を宣言する。以降はロボットの理想郷の為ならば、人間との全面戦争も辞さない覚悟で、レッド将軍率いる精鋭部隊「ユリシーズ」と激しい戦闘を繰り広げるが、アトムの必死の説得を受ける上、人間との共存を望んだキップを始めとするロボタニアの一部のロボット達の意思を見て、更生する。シャドウの太陽系外宇宙への旅立ちに賛同し、ロボタニアに残ったロボット達と共に旅立っていった。

### 敵対人物
◎天馬（てんま）博士
声：大和田伸也（少年期：高橋裕吾）
天才的ロボット科学者で元科学省長官（お茶の水博士の前任）。そしてアトムの生みの親で本作最大の敵でもある。傲慢で自己中心的な性格で、極端な人間嫌いであるが故に、アトムだけでなく亡き愛息・トビオからも「誰も愛していない」と評されてしまっている。
科学省長官時代に、事故で亡くなったトビオの代わりとなるロボットを生み出すために知能ロボットの開発に着手、アトムを作り上げるが、次第に心の成長によってアトムが自身に反抗するようになる。そのことから、アトムを試す為にあえて廃棄ロボットの処理を行う「第7プラント」へ連れて行った結果、ロボットを廃棄する光景に怒りを覚えたアトムは、プラントを破壊。心を持ったロボットの成長に恐怖を覚えた天馬博士は、ロボットを強制停止させる「キルリング」を使ってアトムを強制的にシステムダウンさせた上に、開発中だった心を持ったロボットも全て破壊する暴挙に出る。このことで、最終的にはお茶の水博士とも対立し、科学省から脱走することになった。
その後、お茶の水博士によって再起動し、心の成長によって進化していったアトムを見たことで、「進化したロボットは、種として人間を超えていく可能性を持っている」という結論を導き、アトムを始めとする自分が作ったロボットが世界を支配するという狂気の夢に取り付かれたマッドサイエンティストと化していく。アトムを最強のロボットへと成長させるべく、自身の分身とも言えるロボット･シャドウを造り出し、彼を通して様々な事件を引き起こし、アトムをロボットの王にし、自身はロボットの神になろうとする。しかし、ロボタニア騒動にて、アトムをロボットの王にすべく新しい身体を用意するが拒絶され、更に自分自身をロボットに改造してロボットの神になる望みも自分と同じ顔に変えたシャドウから拒否され、野望は潰えてしまうことになる。
最後の望みとして、ロボタニア騒動でランプのミサイルから青騎士とシャドウの乗り込むロボタニアの宇宙船を庇って大破したアトムをトビオとしての記憶に変えて復活させるが、ランプの襲撃をきっかけにアトムが記憶を取り戻してお茶の水博士の元に戻ることに失望した。その後、科学省を占領して第7プラントでアトムを待ち構えた。アトムを捨てた理由と自らの野望を口で明かし、アトムに「あなたは僕を愛していない」と評された後、絶望で科学省を爆破させて自らを犠牲にしようとした。だが、自身を見捨てたくないアトムに「死なないで、お父さん」と告白されて更生し、逮捕される直前にアトムとその父親としての役割をお茶の水博士に託した。
シャドウ
声：大和田伸也
プルートウ及びダークプルートウの生みの親。アトムを進化させるため、より強いロボットを造ることの出来る存在を要した天馬博士により、アトム同様進化するロボットとして作られたロボット科学者。当初は天馬博士の指示通りに行動して、様々な混乱を巻き起こしていたが、アトムの戦いを見ていく内にその心境に変化が起こり始める。そして、天馬博士が少年時代に開発したクマ型ロボットをベースにするベアちゃんに街の人々を一時的に操り、友達とは「その人のためなら危険を顧みない存在」と理解する。ハムエッグの元で修理ロボットとして働かされていたブルーボンを青騎士に改造した張本人でもあり、彼の影の協力者でもあったが、争いによって必要以上の犠牲が出ることを理解していたシャドウは、青騎士と対照的に戦争以外の方法でロボットの理想郷を創ることを考えていた。
ロボタニア騒動にて、当初は機械が剥き出しだった覆面下の素顔を天馬博士と同じ顔にして、彼と決別するようになる。青騎士の更生後、ロボタニアの巨大宇宙船機能を起動させ、青騎士達ロボタニアの民と共に太陽系外宇宙へと旅立って行った。
◎スカンク草井（スカンク くさい）
声：矢尾一樹
暗黒街の顔役。世界征服には興味がなく、徹底的な拝金主義の小悪党。冷酷で捻くれた性格。金儲けのためにロボットをたびたび利用するが、毎度アトムに阻まれ、次第にアトムを憎むようになる。
ただし、憎いのはアトム「個人」だけで、反ロボット主義者ではない。本人も「役に立つし忠実」という理由で「ロボットを愛している」と公言している。もっとも、用済みになったロボットを平気で切り捨てている。
☆Dr.カトウ
声：子安武人
破壊こそ最高の芸術だという考えを持つ狂気の爆弾魔で、元科学省研究員。ランプと行動を共にしているが、反ロボット主義には興味が無く、爆破にのみ興味を持っている。普段は無口というより無反応であるが、ホログラム録画でピエロに扮した時には狂燥的なまでに陽気になる。
最終的には、空中機雷を使ってランプが南極へ向かう足止めを行ったものの、タワシ警部にコントロールスイッチを破壊されたことで機雷が停止。自身も警察ロボット達に取り押さえられて逮捕された（この時、トレードマークのサングラスが取れ、一瞬だが精悍な顔立ちの素顔が見えている）。
加田里（かたり）
声：小山力也
反ロボット主義グループの過激派メンバー。ランプと共にAIロボットを街から追い出そうと思っている。様々な人間に成り済ましてAIロボットを狂わせ、それを人々に見せてロボットの危険性を訴えている。
「ロボット農場の環境制御を暴走させて大洪水を引き起こす」、「密造した翼竜ロボットを街中で暴れさせる」、「テロを起こし、遠隔操作のロボット（というより人形）に嘘の犯行声明を喋らせる」など、AIロボットの評判を落とすためなら、関係のない人間や自分を慕っていた少女のミミ（声：宮村優子）ですらも犠牲にする事を厭わない自分勝手で外道なテロリスト。
姫川明の漫画版では、元コックでありロボットのせいで失業した為にロボットを恨み、アニメと同じように洪水を起こしたが、自身が洪水に巻き込まれアトムに助けられる結果になる。という、アニメ版と比べるとやや同情できるものになっている。
その後、ランプやカトウと共謀して徳川グループの月面プラントを爆破しようとするが、アトムとアトラスの乱入により不利になる。ここで「顔を知られすぎている」という理由でランプに見限られ、「自分はただの道具」と自虐しながらもアトムとアトラスに起爆装置の解除方法を教えた。
その後の動向は不明だが、ロボタニア騒動には参加していないことから、警察へ自首したと思われる。
☆ロック・ホーム
声：藤井フミヤ
超能力者兼天才犯罪者。生物なら何でも言いなりに操れ、変装の達人でもあり何度も姿形を変える。火の鳥（後述）の力で超人類に進化、世界の王となるべく暗躍。何度もアトムを騙して利用し、心を傷つける。卑劣で自己中心的な性格であるが、天涯孤独ゆえに家族のいない寂しさから、持っていたペンダントに、道端に落ちていた雑誌から切り取った女性の写真を貼って、それを母親と思うといった面も持っている。
過去に、政府の転覆を狙う反政府組織の能力開発研究所で、人体実験同様の特殊訓練を受けさせられており、12歳の時に脱走。その時に自分が両親に捨てられたという、偽りの記憶を植えつけられており、ロックが人間を憎む理由にもなっている。
アトムのエネルギーを利用して、フェニックス島にムーンタワーを召喚し、進化をもたらす火の鳥の力を得ようとするも、悪しき心を持っていたことで暴走。アトムに救われ、その時にロックはアトムと共に、母親が病気で長く生きられず愛していたが止む無く離別した事実を、火の鳥の力で知り、最終的には警察に逮捕された。
◎ハム・エッグ
声：長島雄一
闇ロボットクラッシュを取り仕切る興行主。ロボットを金儲けの道具としか考えていない。金儲けの為にはロボットを連れ、宇宙のどこにでも顔を出す。後のブルーボンである青騎士とは浅からぬ因縁がある。かつては修理ロボットとして働かさせたもの結果的に反乱する彼を宇宙に放り出した。
◎アセチレン・ランプ
声：石井康嗣
評論家、会社社長、政治家で、反AIロボット主義者。人間以外の知性を認めない人間至上主義者である。政界に進出し、AIロボット排斥運動の急先鋒となる。しかし内心では、かつて自分を救ってくれたロボット・フレンド（声：菊池正美）を見捨ててしまったPTSD（というより良心の呵責）に苛まれ、救助員から教わった「ロボットは道具だ。心など必要ない」という言葉を己に言い聞かせ、世に広めることで、辛うじて正気を保っている。フレンドとの再会を予感させる場面もあったが、その後も姿勢は変わらなかった。
ロボタニア騒動の発端を作り、ロボットの完全排除を目論んだものの、アトムのロボタニアへの説得によって目論みは失敗に終わる。しかし、諦めようとしないランプは、個人所有していた戦艦の大型ミサイルで青騎士とシャドウの乗り込むロボタニアの宇宙船を撃墜しようとするも、これもアトムの活躍で失敗に終わる。
ミサイルの爆発でアトムを破壊することに成功して狂喜するも、ロボタニア騒動が結果的にロボット達の地位を上げてしまった上に、自らも元凶の一人として指名手配されたことで、それまで協力を得ていた企業の大物達が立場を脱退してしまい、遂に勢力と地位の全てを失う。このことで、天馬博士に記憶消去と引き換えに修理してもらったアトムを逆恨みするランプは、有人人型機動兵器「バウントアーマー」に搭乗して、自ら二人の暗殺に乗りだすも、ウランや友達の活躍で記憶を取り戻したアトムの反撃を受け、敗北。最後は警察に取り押さえられて逮捕されるが、その時もランプは全く懲りずに「私は人間の名誉の為に闘ったのだ」と自らの独善と正当性を主張し続けるものの、タワシ警部には「お前に人間の名誉を語る資格は無い」と否定された。
ダーク・ガールズ
声：小山茉美（サラ）、津田匠子（クリス）、豊口めぐみ（カーラ）
サラ、クリス、カーラの女3人組からなる闇のロボット廃棄業者。企業から大金を受け取り、不法に廃ロボットなど有害物質を大量に廃棄する裏稼業の人間。巨大ヘビロボットのナーガをペットにしている。
やることがやることだけに人目についてはいけないはずだが、コスチューム・口上・決めポーズまで取り揃えて怪現象を引き起こす劇場型犯罪者集団。
◎ミニミニ
声：青野武
金儲けを目論む悪徳科学者で、超小型ロボットの専門家。アトムのアストロシステムを悪用した兵器を開発して儲けるため、「小技」を駆使してアトムを狙う。
キャラクター原案は原作のフーラー博士。

## スタッフ
- 原作 - 手塚治虫
- 製作 - 松谷孝征、町田治之、森隆一
- 企画 - 清水賢治、金田耕司、清水義裕
- プロデューサー - 久保田稔、風間康久、林紀夫、松崎薫、高瀬敦也
- ストーリーエディター - マーク・ハンドラー、ジョーダンブローシャ
- キャラクターデザイン・総作画監督 - 瀬谷新二
- アニメーションディレクター - 望月敬一郎
- メカデザイン - 荒牧伸志、高倉武史
- メカデザイン補 - 中川航
- 美術監督 - 加藤ひろし
- 美術ボード - 野村正信
- 背景 - 美峰、手塚プロ
- 撮影 - 高橋プロダクション
- デジタル撮影 - T2スタジオ
- 撮影監督 - 高橋宏固、野口肇
- 3Dモデリング - 酒井英之
- 色彩設計 - 岡野強、吉田めぐみ
- テクニカルディレクター - 高橋賢太郎
- BGスキャン - 小川猛
- 色調整 - 鈴木美保
- 音楽プロデューサー - 一志順夫
- 音楽 - 吉松隆
- 音楽監督 - 磯田健一郎
- 音楽制作 - ソニー・ミュージックエンタテインメント
- 音響監督 - 三間雅文
- 音響効果 - 倉橋静男
- 録音 - 内田誠
- 録音助手 - 藤林繁
- スタジオ - アオイスタジオ
- 音響製作 - テクノサウンド（中島朋子）
- 編集 - 坂本雅紀、森田編集室
- ネガ編集 - 岸眞理
- タイミング - 吉川富雄
- 特殊効果 - 榊原豊彦
- デザイン協力 - 神村幸子
- 現像 - 東京現像所
- HDフォーマット編集 - ソニーPCL
- 監督 - 小中和哉
- 制作協力 - アニマックスブロードキャスト・ジャパン
- 制作 - 手塚プロダクション、ソニー・ピクチャーズエンタテインメント、電通、フジテレビジョン

## 主題歌
オープニング
前期・後期
- 「true blue」
第49・最終話でも使用。最終話のラストでは挿入歌としても使用された。
  - 作詞 - 町田紀彦
  - 作曲 - 町田紀彦、吉松隆
  - 編曲 - 山原一浩
  - 歌 - ZONE

中期
- 「Now or Never」
  - 作詞 - m-flo、CHEMISTRY
  - 作曲・編曲 - m-flo
  - 歌 - CHEMISTRY meets m-flo

エンディング
前期
- 「BOY'S HEART」
後期にも藤井フミヤが声の出演をした第34・35話、第49・最終話に使用。このうち最終話では2番目の歌詞で放送された。
  - 作詞・作曲 - 藤井フミヤ
  - 編曲 - 屋敷豪太
  - 歌 - 藤井フミヤ

後期
後期のエンディングには2種類あり、ストーリーが比較的明るい時はスカパンク、暗いときはバラードを使用。
- 「鉄腕アトム」（スカパンクバージョン）
  - 作詞 - 谷川俊太郎
  - 作曲 - 高井達雄
  - 編曲 - ha-j
  - 歌 - ZONE&Run Time All Stars

- 「鉄腕アトム」（バラードバージョン）
  - 作詞：谷川俊太郎
  - 作曲：高井達雄
  - 編曲：山原一浩
  - 歌 - ZONE

## 視聴率
初回視聴率・最高視聴率（ビデオリサーチ調べ、関東地区）：11.2%

## 各話リスト
本放送時には、サブタイトル冒頭の「EPISODE X」（Xは話数番号）の表記が入ったのは第3話からだった。
| 話数 | サブタイトル                  | 脚本                              | コンテ                       | 演出         | 作画監督          | 放送日         |
| ---- | ----------------------------- | --------------------------------- | ---------------------------- | ------------ | ----------------- | -------------- |
| 1    | パワーアップ!                 | 小中千昭                          | 望月敬一郎                   | 望月敬一郎   | 瀬谷新二          | 2003年 4月6日  |
| 2    | ロボットボール                | 小中千昭                          | 前園文夫                     | 前園文夫     | 瀬谷新二          | 4月13日        |
| 3    | アトム宇宙に行く              | 小中千昭                          | 森田浩光                     | 鈴木幸雄     | 宍倉敏            | 4月20日        |
| 4    | 電光                          | 太田愛                            | 吉村文宏                     | 望月敬一郎   | 瀬谷新二          | 4月27日        |
| 5    | ロボット農場を救え!           | 太田愛                            | 古瀬登                       | 鈴木幸雄     | 瀬谷新二          | 5月4日         |
| 6    | アトラス誕生                  | 長谷川圭一                        | 桑原智                       | 桑原智       | 西田正義          | 5月11日        |
| 7    | アトムVSアトラス              | 長谷川圭一                        | 桑原智                       | 桑原智       | 西田正義          | 5月18日        |
| 8    | ロボット超特急                | 村井さだゆき                      | 森田浩光                     | 鈴木幸雄     | 宍倉敏            | 5月25日        |
| 9    | フランケン                    | 村井さだゆき                      | 出崎統                       | 吉村文宏     | 内田裕            | 6月1日         |
| 10   | 金星ロボット襲来!             | 長谷川圭一                        | 鈴木幸雄                     | 鈴木幸雄     | 宍倉敏            | 6月8日         |
| 11   | ロボットサーカスがやって来た! | 太田愛                            | 山崎和男                     | 山崎和男     | 瀬谷新二          | 6月15日        |
| 12   | よみがえったジャンボ          | 古怒田健志                        | 西田正義                     | 高橋滋春     | 清水恵蔵 鈴木伸一 | 6月22日        |
| 13   | ウラン誕生                    | 太田愛                            | 鈴木幸雄                     | 鈴木幸雄     | 宍倉敏            | 7月6日         |
| 14   | ミクロの大冒険                | 小中千昭                          | 山崎和男                     | 山崎和男     | 瀬谷新二          | 7月13日        |
| 15   | 人工知能を守れ!               | パメラ・ヒッケイ デニー・マッコイ | 西田正義                     | 鈴木卓夫     | 西田正義          | 7月20日        |
| 16   | 闇のロボットハンター          | 太田愛                            | 桑原智                       | しのゆきひろ | 瀬谷新二          | 7月27日        |
| 17   | 地上最強のロボット            | 長谷川圭一                        | 西田正義                     | しのゆきひろ | 西田正義          | 8月3日         |
| 18   | プルートゥは死なず            | 長谷川圭一                        | 西田正義                     | しのゆきひろ | 西田正義          | 8月10日        |
| 19   | ロボットボーイ                | マーク・ハンドラー                | しのゆきひろ                 | しのゆきひろ | 杉野昭夫          | 8月17日        |
| 20   | 永遠の少年                    | 小林弘利                          | 桑原智                       | 平田敏夫     | 吉村昌輝          | 8月24日        |
| 21   | 湖の怪物                      | 長谷川圭一                        | 桑原智                       | 石踊宏       | 金沢比呂司        | 8月31日        |
| 22   | さよならプリンセス            | 太田愛                            | 鈴木幸雄                     | 鈴木幸雄     | 宍倉敏            | 9月7日         |
| 23   | 失われた記憶                  | 小林弘利                          | 山崎和男                     | 山崎和男     | 古瀬登            | 9月14日        |
| 24   | ベアちゃん                    | 長谷川圭一                        | 鈴木幸雄                     | 鈴木幸雄     | 宍倉敏            | 9月21日        |
| 25   | もしも涙を流せたら            | 小林弘利                          | 西田正義                     | 山崎和男     | 西田正義          | 9月28日        |
| 26   | 青騎士登場                    | 太田愛                            | 桑原智                       | 桑原智       | 加藤茂            | 10月5日        |
| 27   | 名探偵ヒゲオヤジ              | 長谷川圭一                        | 鈴木幸雄                     | 鈴木幸雄     | 宍戸敏            | 10月12日       |
| 28   | 宇宙プラントの危機            | 太田愛                            | 桑原智                       | 吉村文宏     | 瀬谷新二          | 10月19日       |
| 29   | ウランと名探偵                | 長谷川圭一                        | 鈴木卓夫                     | 波多正美     | 寺沢伸介          | 10月26日       |
| 30   | 地底探検                      | 小林弘利                          | 西田正義                     | 高橋滋春     | 清水恵蔵          | 11月2日        |
| 31   | グーノンの大冒険              | 太田愛                            | 平田敏夫                     | 成川武千嘉   | 柳瀬譲二          | 11月9日        |
| 32   | 青騎士の秘密                  | 長谷川圭一                        | 西田正義                     | 鈴木幸雄     | 宍倉敏            | 11月16日       |
| 33   | 妖精物語                      | 小林弘利                          | 竹内啓雄                     | 竹内啓雄     | 内田裕            | 11月23日       |
| 34   | 変形生命ムーピー              | 村井さだゆき                      | 森田浩光                     | 津田義三     | 西城隆詞          | 11月30日       |
| 35   | アトムVSロック                | 村井さだゆき                      | 森田浩光                     | 三家本泰美   | 西城隆詞          | 12月7日        |
| 36   | 恋するロボット                | 小林弘利                          | 山崎和男                     | 山崎和男     | 古瀬登            | 12月14日       |
| 37   | アトラス逆襲                  | 長谷川圭一                        | 西田正義                     | 棚橋一徳     | 清水恵蔵          | 12月21日       |
| 38   | エミリーの願い                | マーク・ハンドラー                | 西田正義                     | 渕上真       | 古佐小吉重        | 12月28日       |
| 39   | タイムハンター                | ラリー・ビスコフ                  | 森田浩光                     | 竹内啓雄     | 杉野昭夫          | 2004年 1月11日 |
| 40   | ロボット嫌い                  | 長谷川圭一                        | 桑原智                       | 桑原智       | 吉村昌輝          | 1月18日        |
| 41   | 巨人の記憶                    | 太田愛                            | 望月智充                     | 水野健太郎   | 古佐小吉重        | 1月25日        |
| 42   | 鋼鉄島の戦い                  | 長谷川圭一                        | 吉村文宏                     | 津田義三     | 西城隆詞          | 2月1日         |
| 43   | 人間に憧れたロボット          | 太田愛                            | 山崎和男                     | 山崎和男     | 古瀬登            | 2月8日         |
| 44   | 龍の森へ                      | 太田愛                            | 平田敏夫                     | 橋本三郎     | 西城隆詞          | 2月15日        |
| 45   | 革命前夜                      | 太田愛                            | 吉村文宏                     | 吉村文宏     | 杉野昭夫          | 2月22日        |
| 46   | ロボタニア建国                | 長谷川圭一                        | 西田正義                     | 鈴木卓夫     | 西田正義          | 2月29日        |
| 47   | 決戦! 南極大陸                | 長谷川圭一                        | 西田正義                     | 滝沢潤       | 柳瀬譲二          | 3月7日         |
| 48   | 明日への旅立ち                | 長谷川圭一                        | 西田正義                     | 西田正義     | 鈴木卓夫          | 3月14日        |
| 49   | アトム復活                    | 長谷川圭一                        | 山崎和男                     | 山崎和男     | 瀬谷新二          | 3月21日        |
| 50   | 最後の対決                    | 長谷川圭一                        | 小中和哉 望月敬一郎 瀬谷新二 | 望月敬一郎   | 瀬谷新二          | 3月28日        |

## 放送局
放送時間枠がローカルセールス枠のため時差ネットが多かった。関西テレビでは当該時間帯は『走れ!ガリバーくん』を放送していたため30分先行で、9:00 - 9:30（JST）に放送された。また、THK東海テレビでは8日遅れながらも、毎週月曜 19:00 - 19:27（JST）というゴールデンタイムに編成した。また、制作局フジテレビの権利が失効した後も、独立放送局の三重テレビやテレビ東京系列のテレビ北海道（「おはようまんが」枠）において再放送された。秋田テレビ、ITC石川テレビ、FTB福井テレビ、NBS長野放送はスポンサーの関係により『MUSIC FAIR 21』をネットできないための代替編成で放送していた。
| 対象対象地域   | 放送局              | 系列                                         | 放送日時                                                                   | 備考                                 | 放送期間                      |
| -------------- | ------------------- | -------------------------------------------- | -------------------------------------------------------------------------- | ------------------------------------ | ----------------------------- |
| 関東広域圏     | フジテレビ          | フジテレビ系列                               | 日曜 9:30 - 10:00                                                          | 制作局                               | 2003年4月6日 - 2004年3月28日  |
| 北海道         | 北海道文化放送      | フジテレビ系列                               | 日曜 9:30 - 10:00                                                          | 同時ネット                           | 2003年4月6日 - 2004年3月28日  |
| 宮城県         | 仙台放送            | フジテレビ系列                               | 日曜 9:30 - 10:00                                                          | 同時ネット                           | 2003年4月6日 - 2004年3月28日  |
| 福島県         | 福島テレビ          | フジテレビ系列                               | 日曜 9:30 - 10:00                                                          | 同時ネット                           | 2003年4月6日 - 2004年3月28日  |
| 新潟県         | 新潟総合テレビ      | フジテレビ系列                               | 日曜 9:30 - 10:00                                                          | 同時ネット                           | 2003年4月6日 - 2004年3月28日  |
| 静岡県         | テレビ静岡          | フジテレビ系列                               | 日曜 9:30 - 10:00                                                          | 同時ネット                           | 2003年4月6日 - 2004年3月28日  |
| 福岡県         | テレビ西日本        | フジテレビ系列                               | 日曜 9:30 - 10:00                                                          | 同時ネット                           | 2003年4月6日 - 2004年3月28日  |
| 佐賀県         | サガテレビ          | フジテレビ系列                               | 日曜 9:30 - 10:00                                                          | 同時ネット                           | 2003年4月6日 - 2004年3月28日  |
| 長崎県         | KTNテレビ長崎       | フジテレビ系列                               | 日曜 9:30 - 10:00                                                          | 同時ネット                           | 2003年4月6日 - 2004年3月28日  |
| 宮崎県         | テレビ宮崎          | フジテレビ系列 日本テレビ系列 テレビ朝日系列 | 日曜 9:30 - 10:00                                                          | 同時ネット                           | 2003年4月6日 - 2004年3月28日  |
| 近畿広域圏     | 関西テレビ          | フジテレビ系列                               | 日曜 9:00 - 9:30                                                           | 30分先行                             | 2003年4月6日 - 2004年3月28日  |
| 高知県         | 高知さんさんテレビ  | フジテレビ系列                               | 日曜 9:00 - 9:30                                                           | 30分先行                             | 2003年4月6日 - 2004年3月28日  |
| 大分県         | テレビ大分          | 日本テレビ系列 フジテレビ系列                | 月曜 16:25 - 16:55                                                         | 遅れネット                           | 2003年4月7日 - 2004年3月29日  |
| 愛媛県         | テレビ愛媛          | フジテレビ系列                               | 月曜 16:30 - 17:00                                                         | 遅れネット                           | 2003年4月7日 - 2004年3月29日  |
| 富山県         | BBT富山テレビ       | フジテレビ系列                               | 月曜 15:30 - 16:00                                                         | 遅れネット                           | 2003年4月8日 - 2004年3月29日  |
| 島根県・鳥取県 | TSK山陰中央テレビ   | フジテレビ系列                               | 火曜 16:00 - 16:30                                                         | 遅れネット                           | 2003年4月8日 - 2004年3月30日  |
| 岩手県         | 岩手めんこいテレビ  | フジテレビ系列                               | 火曜 16:54 - 17:24                                                         | 遅れネット                           | 2003年4月8日 - 2004年3月30日  |
| 鹿児島県       | KTS 鹿児島テレビ    | フジテレビ系列                               | 水曜 16:30 - 17:00                                                         | 遅れネット                           | 2003年4月9日 - 2004年3月31日  |
| 沖縄県         | OTV沖縄テレビ       | フジテレビ系列                               | 水曜 16:30 - 17:00                                                         | 遅れネット                           | 2003年4月9日 - 2004年3月31日  |
| 広島県         | テレビ新広島        | フジテレビ系列                               | 金曜 16:00 - 16:30                                                         | 遅れネット                           | 2003年4月11日 - 2004年4月2日  |
| 山口県         | テレビ山口          | TBS系列                                      | 土曜 6:00 - 6:30                                                           | 遅れネット                           | 2003年4月12日 - 2004年4月3日  |
| 青森県         | 青森テレビ          | TBS系列                                      | 土曜 9:30 - 10:00                                                          | 遅れネット                           | 2003年4月12日 - 2004年4月3日  |
| 熊本県         | TKUテレビ熊本       | フジテレビ系列                               | 土曜 17:00 - 17:30                                                         | 遅れネット                           | 2003年4月12日 - 2004年4月3日  |
| 山梨県         | UTYテレビ山梨       | TBS系列                                      | 土曜 17:30 - 18:00                                                         | 遅れネット                           | 2003年4月12日 - 2004年4月3日  |
| 秋田県         | 秋田テレビ          | フジテレビ系列                               | 土曜 18:00 - 18:30                                                         | 遅れネット                           | 2003年4月12日 - 2004年4月3日  |
| 石川県         | ITC石川テレビ       | フジテレビ系列                               | 土曜 18:00 - 18:30                                                         | 遅れネット                           | 2003年4月12日 - 2004年4月3日  |
| 福井県         | FTB福井テレビ       | フジテレビ系列                               | 土曜 18:00 - 18:30                                                         | 遅れネット                           | 2003年4月12日 - 2004年4月3日  |
| 長野県         | NBS長野放送         | フジテレビ系列                               | 土曜 18:00 - 18:30                                                         | 遅れネット                           | 2003年4月12日 - 2004年4月3日  |
| 山形県         | SAYさくらんぼテレビ | フジテレビ系列                               | 土曜 18:30 - 19:00                                                         | 遅れネット                           | 2003年4月12日 - 2004年4月3日  |
| 岡山県・香川県 | 岡山放送            | フジテレビ系列                               | 土曜 18:30 - 19:00                                                         | 遅れネット                           | 2003年4月12日 - 2004年4月3日  |
| 中京広域圏     | THK東海テレビ       | フジテレビ系列                               | 月曜 19:00 - 19:27（第1話 - 第47話） 月曜 16:00 - 16:30（第48話 - 第50話） | 遅れネット                           | 2003年4月14日 - 2004年3月29日 |
| 日本全域       | アニマックス        | CS放送                                       | 日曜 17:30 - 18:00 日曜 24:00 - 24:30                                      | 制作協力 遅れネット リピート放送あり | 2003年4月20日 - 2004年4月10日 |

## 日本国外での放送
中国
中国中央電視台
香港
無綫電視翡翠台
台湾
アニマックス
韓国
ソウル放送
フィリピン
ABS-CBN、QTV Channel 11
アメリカ
Kids' WB、カートゥーン ネットワーク
カナダ
YTV
オーストラリア
ABC1、ABC3、Sci Fi、カートゥーン ネットワーク
スペイン
Cuatro、Jetix España
フランス
Canal J、フランス3
イギリス
BBC Two、CBBC
アイルランド
RTÉ Two
ポルトガル
TVI
ベネズエラ
RCTV
コロンビア
Canal 13
メキシコ
XHTRES-TV、Canal 5、カートゥーン ネットワーク
ブラジル
ヘジ・グローボ、Rede Brasil、Ulbra TV、カートゥーン ネットワーク

## 劇場作品

### 手塚治虫アニメシアター 特別編
京都駅ビル「KYOTO手塚治虫ワールド」内300インチシアターで上映された劇場作品。出崎統が監督となり3本制作された。キャラクターデザイン、声優は同じだが本編とは繋がらないパラレルストーリーとなっている。
手塚治虫アニメシアター『ASTRO BOY 鉄腕アトム特別編 アトム誕生の秘密』
2003年4月6日公開。天馬博士がトビオの代わりとしてアトムを作ったエピソード。
手塚治虫アニメシアター『ASTRO BOY 鉄腕アトム特別編 イワンの惑星〜ロボットと人間の友情〜』
2003年9月13日公開。イワンという捨てられたガードマン型ロボットのエピソード。
手塚治虫アニメシアター『ASTRO BOY 鉄腕アトム特別編 輝ける地球（ほし）〜あなたは青く、美しい…〜』
2004年2月7日公開。200年後、ロボットに支配されている地球で、少年は役目を終え展示されていたアトムと出会った。
スタッフ
- 監督 - 出崎統
- 脚本 - 森田真由美
- 演出 - 桑原智
- 作画監督 - 西田正義
- 美術監督 - 斉藤雅巳
- 色彩設計 - 川添恵

### 科学館上映作品
『ROBOT〜夢のアストロボーイへ〜』
2004年4月15日より福岡青少年科学館ほか科学館上映された日本科学未来館企画の映像コンデンツ。アトムのデジタルアニメーションを交えながら実際のロボット技術を紹介していく。
- 制作企画・監修 - 日本未来科学館
- 制作・著作 - 株式会社IMAGICA FORCE
- 配給・著作 - 株式会社D&Dピクチャーズ
- 著作 - 株式会社ソニー・ピクチャーズ エンタテインメント
- プロジェクト協力 - 株式会社手塚プロダクション

### プラネタリウム上映作品
『ASTRO BOY 鉄腕アトム〜月面基地・消えたロボットの謎〜』
2004年5月29日 - 8月31日公開のプラネタリウム上映作品。
ストーリー
月面基地で多発する奇妙な事件、そして宇宙ステーションに向けてロケットが打ち上げられた。アトムは宇宙ステーションを救うことが出来るのか?

### I-MAX上映作品
『ASTRO BOY 鉄腕アトム 10万光年の来訪者・IGZA（イグザ）』
2005年9月1日より公開の日本初のIMAXフィルム大型映像でのフルアニメーション作品。
ストーリー
アトムたちを乗せ土星の衛星タイタンに向かう惑星間宇宙船ガリレオII世号。しかしタイタンで人間達を滅ぼそうとする機械生命体イグザが現れたのであった。
スタッフ
- 企画 - 清水義裕、楠見忠司
- 監督 - 竹内啓雄
- 脚本 - 野崎透
- キャラクターデザイン・作画監督 - 瀬谷新二
- メカニックデザイン - 村田護郎、中川航
- 美術監督 - 柴田正人
- 色彩設定 - こばやしみよこ
- 撮影監督 - 中山圭介
- 編集 - 森田清次、髙山智江子
- 音響監督 - 三間雅文
- 音楽 - 吉松隆
- プロデューサー - 宇田川純男、深井利行

## コミカライズ
小学館『小学五年生』2003年3月号 - 7月号、『小学六年生』2003年4・5月号、『別冊コロコロコミック』2003年4月号 - 8月号連載。 アニメと連動したコミックで、原作ではない。
- 手塚治虫（原作） / 姫川明（作画） 『ASTRO BOY 鉄腕アトム』 小学館〈てんとう虫コミックススペシャル〉、全3巻
  1. 2003年8月25日発行、ISBN 4-09-149821-3
  2. 2003年12月25日発行、ISBN 4-09-149822-1
  3. 2004年4月25日発行、ISBN 4-09-149823-X